# Povijest Islanda
Povijest Islanda traje s dolaskom prvih doseljenika na Island u 7. stoljeću do danas.

## Naseljavanje i samouprava
Prvi useljenici na otok su bili irski redovnici koji dolaze potkraj 7. st. U 9. st. otkrivaju ga Vikinzi (874. god. spominje se dolazak norveških Vikinga Ingólfura Arnarsona) koji ga nazivaju Ísland (islandski: Ledena zemlja). Od 9. do 10. st. otok nastanjuju iseljenici iz Norveške, Irske i Škotske te s obližnjeg otočja. U 10. st. Vikinzi s Islanda otkrivaju Grenland i obale Sjeverne Amerike (Leif Eriksson). Istodobno na Island prodire kršćanstvo, a uspostavljena crkvena organizacija pod izravnom je upravom norveških nadbiskupa. Tada se postupno ustrojava društveni sustav, a oko 930. osnovano je predstavničko tijelo Althing (Alþingi) (jedno od najranijih u Europi) u kojemu prevagu imaju predstavnici vojničkih klanova. God. 1262. Island dolazi pod vrhovništvo norveških vladara (Haakon IV.), a proglašenjem Kalmarske unije (1397.) dolazi pod vlast Danske.

## Danska uprava
Za danske vladavine ukinuta je samouprava, otokom upravljaju namjesnici iz Danske, a gospodarstvo stagnira. Stanje se djelomično popravlja tek kada je Danska svojim namjesnikom na Islandu imenovala Islanđanina Skúlija Magnússona (1711. – 1794.). God. 1784. danska uprava ukida Althing.
Najveća vulkanska katastrofa u povijesti Islanda zabilježena je 1783. – 1784. godine, kada je vulkan Laki pokrio 500 kvadratnih kilometara otoka lavom, pri čemu je izginula stoka, nakon čega je od gladi umrlo 9,000 ljudi.
Kielskim mirom 1814. god. Island je ostao pod danskim vrhovništvom, a od 1834. god. zastupan je u Danskom parlamentu.

## Borba za neovisnost
Sredinom 19. stoljeća pokret za neovisnost Islanda predvodi Jón Sigurðsson. Godine 1843. obnovljen je Althing, ali samo kao savjetodavno tijelo danskog kralja. 1851. godine Island je proglašen sastavnim dijelom Danske.
Pokret za odcjepljenjem jača početkom 20. stoljeća i 1918. godine Island je s Danskom vezan samo personalnom unijom.
U travnju 1940. otok su zauzele britanske postrojbe kako bi se spriječila njemačka okupacija. Iste godine Island se proglašava neovisnim. Islandsko ministarstvo, na čelu sa Sveinom Björnssonom kao regentom, preuzima vlast. Godine 1944. nakon referenduma proglašena je neovisna Republika Island, a Svein Björnsson je postao njezinim prvim predsjednikom.

## Neovisna Republika Island
Godine 1946. na Islandu se podiže velika američka vojna zrakoplovna baza Keflavik, a 1949. god. Island pristupa NATO savezu.
Od 1959. do 1971. na vlasti su koalicijske vlade Stranke neovisnosti i socijaldemokrata, a od 1971. vlade ljevičarskih stranaka. Zbog neriješenih granica teritorijalnih voda (prava na ribolov) Island je vodio sporove s Velikom Britanijom (tzv. Bakalarski ratovi 1970-ih).
Godine 1991., nakon manjinske pobjede na izborima, Stranka Neovisnosti koju je vodio Davíð Oddsson je formirala koalicijsku vladu sa Socijaldemokratima. Ova vlada je vodila liberalnu politiku, privatizirala je veće i manje državne tvrtke, ostvarila gospodarsku stabilnost i smanjila dotadašnju kroničnu inflaciju. Island je postao članicom EEA 1994. godine.

## Financijska Kriza iz 2008. – 2009.
U drugoj povolici 2008. godine u islandu je izbila najveća financijska kriza u povijesti te države.

## Događaji koji su označili kraj financijske krize u Islandu
26. siječnja 2009. dotadašnji premijer Islanda Geir Haarde podnio je ostavku koalicijske vlade predsjedniku Islanda Ólafuru Ragnaru Grímssonu. Ovaj događaj je uslijedio nakon što su u Islandu već 16 tjedana trajali prosvjedi protiv vlade jer se nije uspjela nositi s financijskom krizom koja je izbila u drugoj polovici 2008. godine, a koji su se pojačali nakon 20. siječnja 2009. godine.
Nakon razgovora s vođama 5 stranaka zastupljenih u Althingu predsjednik Islanda je zamolio Socijaldemokratski savez i Lijevo-zeleni pokret da sastave novu vladu, te da se pripreme za izbore na proljeće.
Za novog premijera nove vlade imenovana je dotadašnja ministricom socijalnih poslova i socijalne sigurnosti Jóhanna Sigurðardóttir, između ostalog zbog njezine popularnosti u široj javnosti te njezinih dobrih odnosa s Lijevo-zelenim pokretom. Anketa koju je proveo Capacent Gallup u prosincu 2008. pokazala je kako 73% građana Islanda odobrava njezina odluke kao ministrice, i to više nego bilo kojeg drugog člana kabineta. Uz to, ona je bila jedini ministar koji je popravio svoju poziciju u anketama u 2009. godini spram onih koje su provedene u 2008. godini.
Novoj je vlada trebala potpora Progresivne stranke u Althingu. Pregovori su se nastavili sve do večeri 31. siječnja 2009., tako da je nova vlada imenovana 1. veljače 2009. Nezavisne ankete su pokazale kako Jóhanna i Steingrímur J. Sigfússon, vođa lijevo-zelenog pokreta, koja je bila druga stranka u koalicijskoj vladi, uživaju veliku potporu izvan svojih vlastitih stranaka.
Izbor Jóhanne Sigurðardóttir za novog premijera Islanda je povijesni događaj iz više razloga. Prvi razlog je taj što je prva žena koja je došla na ovaj položaj, tj. na čelo ove države u cjelokupnoj povijesti Islanda. Drugi razlog zašto je njezin dolazak na mjesto premijera povijesni događaj je taj što se Jóhanna otvoreno deklarira kao lezbijka, čime je postala prva homoseksualna osoba u modernoj povijesti (novi vijek) koja je došla na čelo neke države.